# Усідзіма Міцуру
Усідзіма Міцуру  (яп. 牛島満 Усідзіма Міцуру, 1887 — 1945)  — японський військовий діяч, генерал-лейтенант Імператорської армії Японії. Командував японськими сухопутними силами в битві за Окінаву.

## Біографія
Народився в місті Кагосіма. У 1908 році закінчив Військову академію Імператорської армії, а в 1918 році — Вищу військову академію. Під час громадянської війну в Росії служив в штабі японських інтервенційних сил у Владивостоці. Після повернення до Японії кілька років викладав в піхотному училищі. У 1924 році отримав звання майора, в 1930 — полковника.
У 1932—1933 роках — директор військової школи в Тояма. З 1936—1937 роках командував полком. У 1937 році отримав звання генерал-майора; в 1937—1939 роках командував бригадою і брав участь в битві за Нанкін. У серпні 1939 року став генерал-лейтенантом. У 1939—1941 роках командував 11-ю дивізією. З листопада 1941 року — комендант Військової академії. Незабаром в Академії сталася пожежа, що викликало гнів Тодзьо; Усідзіма повністю взяв на себе відповідальність і не дозволив посилати своїх підлеглих на фронт через проблеми з пожежною безпекою. У 1942 році Усідзіма командував дивізією і брав участь у військовій операції в Бірмі. У травні 1943 року призначений командувачем японськими військами на Іводзімі. З серпня 1944 року — командувач 32-ю армією на Окінаві.
Отримавши наказ утримати острів за всяку ціну, Усідзіма створив на Окінаві прекрасну систему оборони (використавши рельєф місцевості і звівши ряд укріплень). Йому вдалося поступово збільшити гарнізон острова до близько 100 тисяч осіб.
1 квітня 1945 року американське командування висадило на Окінаву 285 тисяч солдат, маючи при цьому абсолютну перевагу в техніці і авіації.
Спочатку Усідзіма вибрав оборонну тактику, але начальник штабу 32-ї армії генерал-лейтенант Тьо Ісаму переконав його провести дві контратаки 13 квітня і 3 травня, які закінчилися невдало і привели до величезних втрат. Усідзіма з успіхом використовував в обороні літаки, пілотовані камікадзе. Вичерпавши всі можливості до опору 23 червня Усідзіма зробив ритуальне самогубство разом з Тьо і 7 офіцерами штабу. В цей же день американці завершили окупацію острова.

## Нагороди

### Японська імперія
- Пам'ятна медаль вступу на престол імператора Тайсьо
- Медаль члена Японського Червоного Хреста
- Військова медаль 1918-1920
- Медаль Перемоги
- Медаль Китайського інциденту 1931
- Медаль Китайського інциденту 1937
- Орден Священного скарбу
  - 4-го класу
  - 1-го класу (29 квітня 1940)
- Орден Золотого шуліки
  - 4-го класу
  - 1-го класу (29 квітня 1940)
- Орден Вранішнього Сонця
  - 3-го класу
  - 1-го класу (12 вересня 1944)
- Пам'ятна медаль «2600 років Японії»

### Маньчжурська держава
- Медаль національного фонду «Велика Маньчжурія»
- Пам'ятна медаль імператорського візиту в Японію